# Zimní stadion Chrudim
Zimní stadion Chrudim je sportovní stadion, který se nachází ve východočeské Chrudimi. Své domácí zápasy zde odehrávají kluby ledního hokeje HC Dynamo Pardubice B a HC Chrudim. Jeho maximální kapacita dosahuje 1 272 diváků. Stadion byl vybudován v roce 1975.